# Calliphora tasmanensis
Calliphora tasmanensis este o specie de muște din genul Calliphora, familia Calliphoridae. A fost descrisă pentru prima dată de Macquart în anul 1851. Conform Catalogue of Life specia Calliphora tasmanensis nu are subspecii cunoscute.